# Iván
Iván è un comune di 1 347 abitanti situato nella contea di Győr-Moson-Sopron, nell'Ungheria nordoccidentale.